# Nuraghe Loelle
Il nuraghe Loelle è un sito archeologico situato nel territorio del comune di Buddusò, in provincia della Gallura Nord-Est Sardegna.

## Descrizione

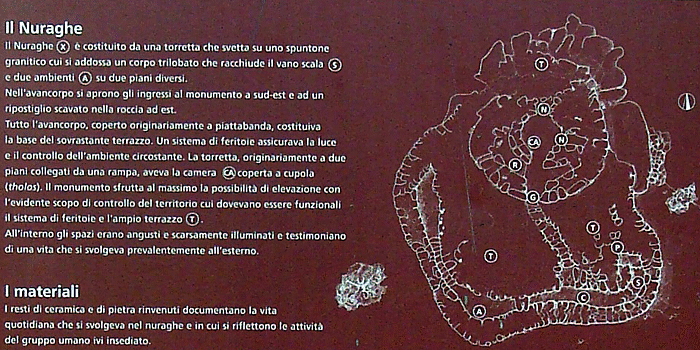
Pannello informativo del sito

Il nuraghe, che sorge a circa 794 m d'altitudine, è di tipo misto, presenta cioè sia elementi dei nuraghi a corridoio che dei nuraghi a thòlos. È costituito da una torre centrale alla quale si addossa un bastione trilobato.
Intorno al nuraghe è presente un villaggio di capanne e, a breve distanza, due tombe dei giganti e un dolmen di epoca prenuragica.

## Galleria d'immagini

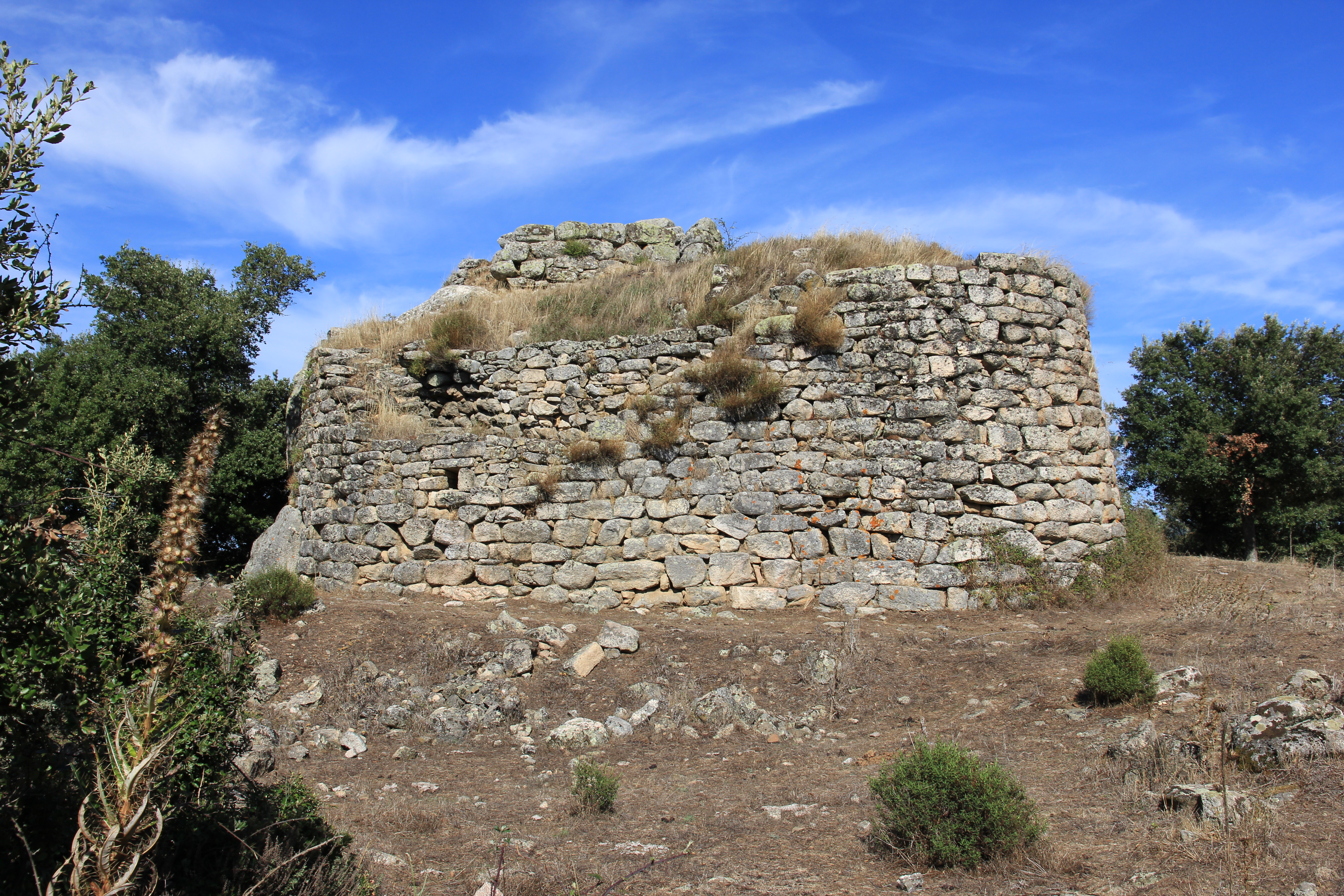
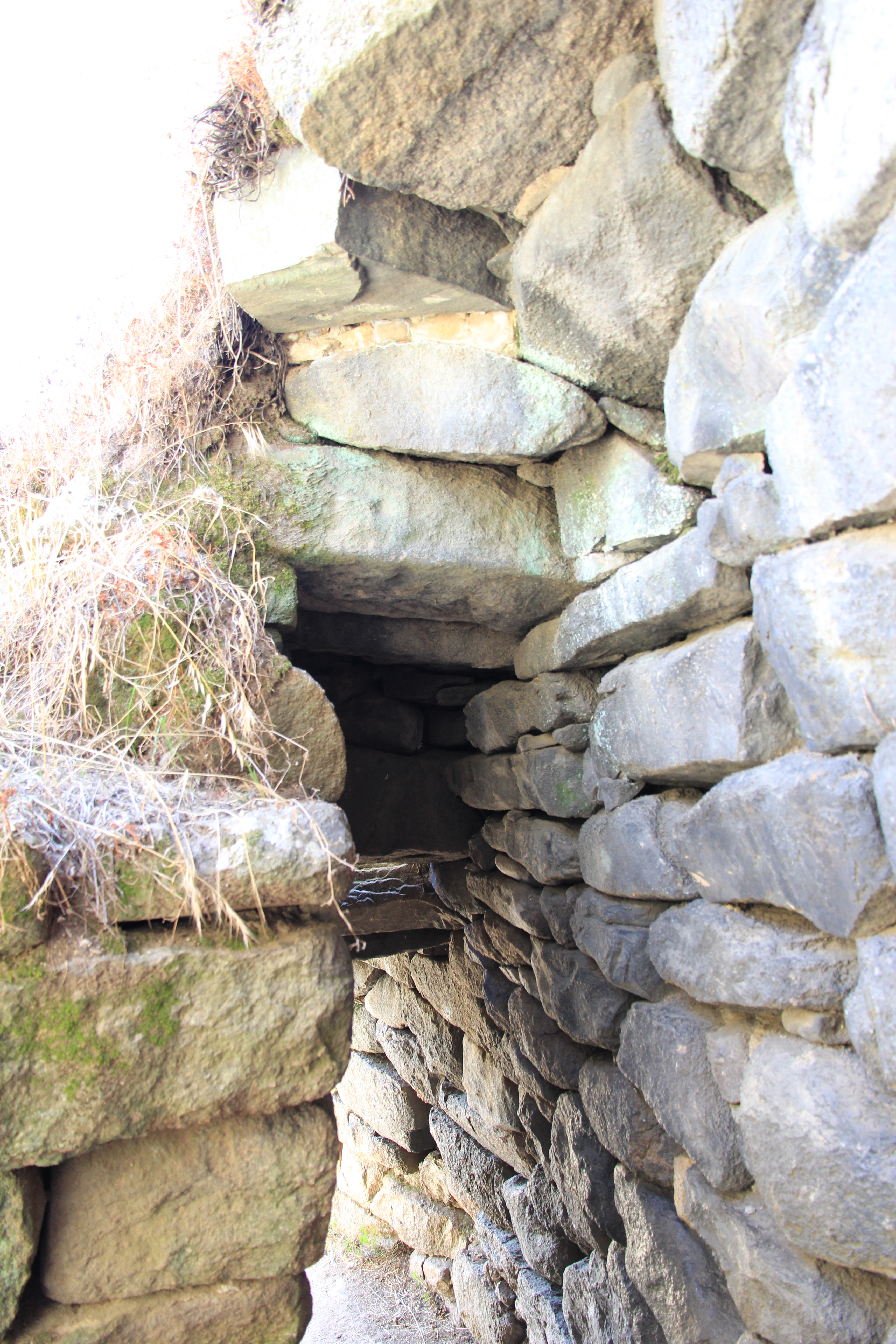
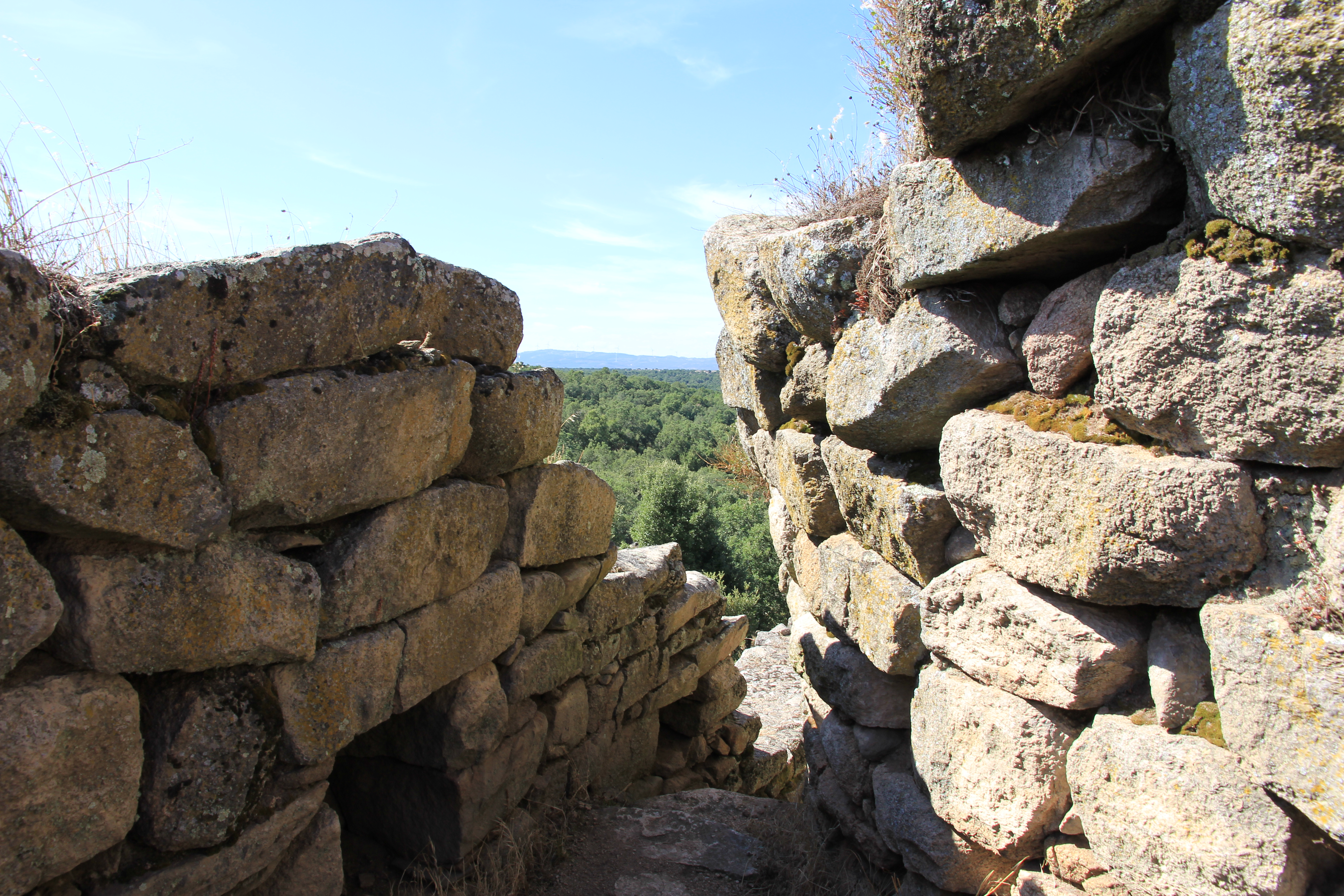
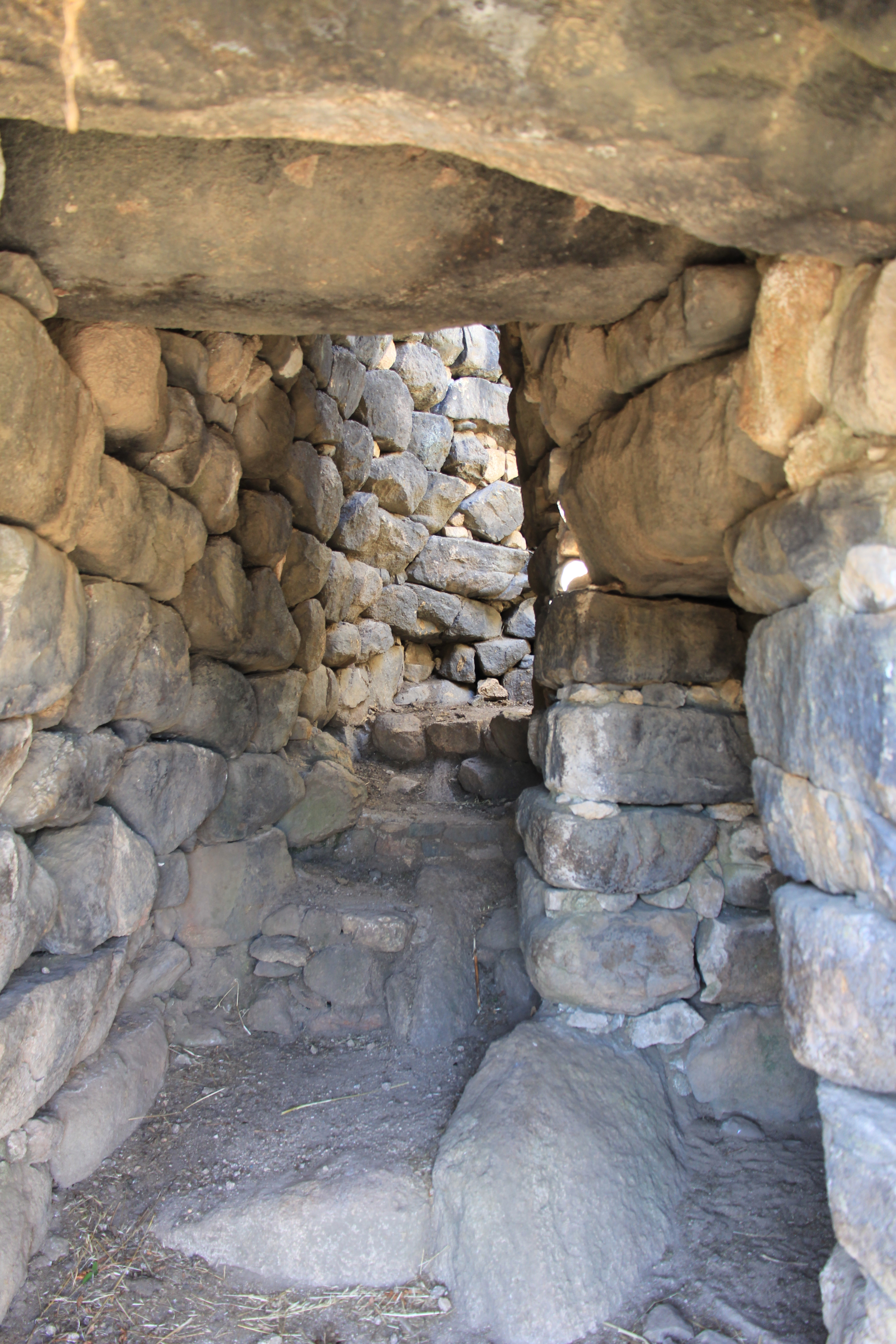
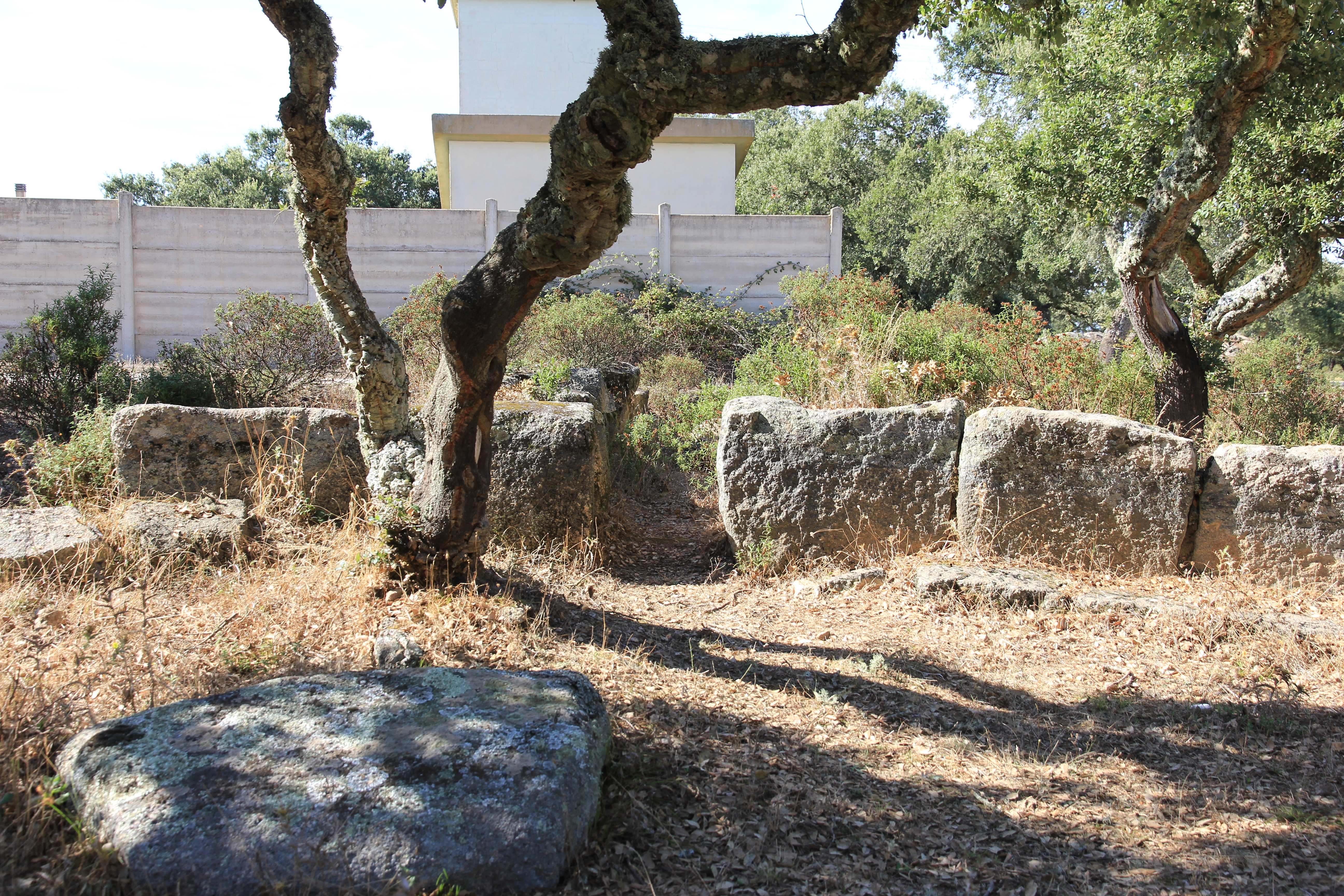
Tomba dei giganti